# Sultanatul Mameluc (Cairo)
Sultanatul Mameluc (turcă:Memlük Sultanlığı) a fost un stat islamic, medieval, independent, din Egipt, cu capitala la Cairo, care a existat de la răsturnarea dinastiei Ayyubide până la cucerirea otomană a Egiptului în 1517. Casta de guvernământ a sultanatului a fost compusă de mameluci, militari în cea mai mare parte cumani, georgieni și cerkezi.

## Ascensiunea
Mamelucii au fost sclavi convertiți la islam, de origine cumani, cerchezi, bulgari sau din alte popoare balcanice și caucaziene, care au fost folosiți drept structură de bază în armata egipteană a sultanilor ayyubizi. Fiecare sultan și emir de rang înalt emir avea propriul său corp privat, iar sultanul as-Salih Ayyub (domnie 1240-1249) s-a bazat mai ales pe acest mijloc pentru a-și menține puterea. Mamelucii, care numărau între 800 și 1.000 de călăreți, au fost numiți Bahris, după cuvântul arab bahr, ceea ce înseamnă mare sau râu mare, pentru că barăcile lor s-au situat pe insula Rawda de pe Nil. Ei au fost în mare parte extrași din rândul turcilor/cumanilor care au controlat stepele din nordul Mării Negre.
În 1249, Ludovic al IX-lea al Franței a condus o cruciadă prin invadarea Egiptului, a capturat Damietta, iar mai apoi se deplasează încet spre sud. În timpul avansului, as-Salih Ayyub a murit și a fost succedat de fiul său al-Muazzam Turanshah, dar înainte de Turanshah ar putea ajunge pe front, mamelucii Bahri i-au învins pe cruciații în bătălia de la Al Mansurah și l-au capturat pe Ludovic, încheind în mod eficient cruciada. Turanshah i-a apropriat pe proprii mameluci, numiți Mu`azzamis, în poziții de autoritate în detrimentul intereselor Bahri. Patru săptămâni după capturarea lui Ludovic, la 2 mai 1250, un grup de Bahris l-au asasinat pe Turanshah. Astfel, mamelucii conduși de Baybars I, stârnesc o revoltă și îi înlătură de la domnie pe ayyubizi și întemeiază Dinastia Mamelucă.

## Cruciadele și mongolii
În perioada de zece ani de la moartea lui Turanshah, Egiptul și Siria era într-o instabilitate politică, datorită concurenței dintre facțiuni pentru control. În 1254, atunci când o facțiune rivală sub conducerea lui Qutuz a devenit puternică, mulți Bahris au fugit la Cairo. Între timp, mongolii sub comanda lui Hulagu au invadat Orientul Mijlociu în vigoare. Au jefuit Bagdadul în 1258 și au continuata avansul spre vest, capturând Aleppul și Damascul. Qutuz și Bahris au fost de acord să lase deoparte divergențele lor pentru a face față amenințărilor comune. Au întâlnit și înfrânt un contingent de mongoli în bătălia de la Ain Jalut. Sultanul Baybars I , un strateg și un lider militar iscusit , reușește în anul 1260 să oprească invazia mongolilor în Asia de Sud-Vest. Cum amenințarea mongolă a trecut temporar, însă, rivalitățile dintre mameluci au reînceput, iar Baibars, un lider Bahri, l-a asasinat pe Qutuz. Apoi, succesorii săi reușesc să-i alunge pe cruciații catolici din ultimele lor bastioane de la Tripoli și Accra, între anii 1289-1291. 
În perioada ce urmează, mamelucii transformă Cairo într-unul dintre cele mai importante centre ale comerțului asiatic și african în Marea Mediterană.

## Schimbarea regimului
În 1377 a izbucnit o revoltă în Siria, care s-a răspândit în Egipt, iar puterea a fost preluată de cerchezii Barakah și Barkuk. În anul 1382 ultimul sultan Bahri, Al-Salih Hajji, a fost detronat, punând astfel capăt dinastiei Bahri, iar Barkuk a fost proclamat sultan. El a fost alungat în 1389, dar a recucerit Cairo în 1390.

## Declinul și otomanii
După anul 1450, începe declinul mamelucilor. În 1501, în timp ce sultanul otoman Baiazid al II-lea a fost implicat în Europa, o nouă rundă de conflict a izbucnit între Egipt și dinastia Safavidă din Persia. Șahul Ismail a trimis un sol venețienilor prin Siria, invitându-i să se alăture și să recupereze teritoriul luat de la ei de Poartă.
După bătălia de Chaldiran în 1514, Selim i-a atacat pe dulkadirizi, un vasal egiptean, și a trimis cu capul mamelucilor sultanului Al-Ashraf Qansuh al-Ghawri. Asigurați acum împotriva șahului Ismail I, în 1516 a strâns o armată mare cu scopul de a cuceri Egiptul. Războiul a început în 1515, care a dus la încorporarea ulterioară a Egiptului și dependențelor sale din Imperiul Otoman, cum cavaleria mamelucilor nu a făcut față artileriei otomane și ieniceri. La 24 august 1515, în bătălia de la Marj Dabiq, sultan Al-Ghawri a fost ucis. Siria a trecut în posesia turcilor, care au fost salutați în multe locuri ca eliberatori.
Sultanatul mamelucilor a supraviețuit până în 1517, când a fost cucerit de Imperiul Otoman. Sultanul Selim I al Imperiului Otoman a cucerit Cairo pe 20 ianuarie, centrul de putere fiind transferat apoi la Constantinopol. Deși nu în aceeași formă ca și în Sultanatul, Imperiul Otoman i-a păstrat pe mameluci drept clasă conducătoare egipteană.

### Studii
- Ayalon, David: The Mamluk Military Society. London, 1979.
- Shayyal, Jamal, Prof. of Islamic history, Tarikh Misr al-Islamiyah (History of Islamic Egypt), dar al-Maref, Cairo 1266, ISBN 977-02-5975-6